# Iveco Zeta

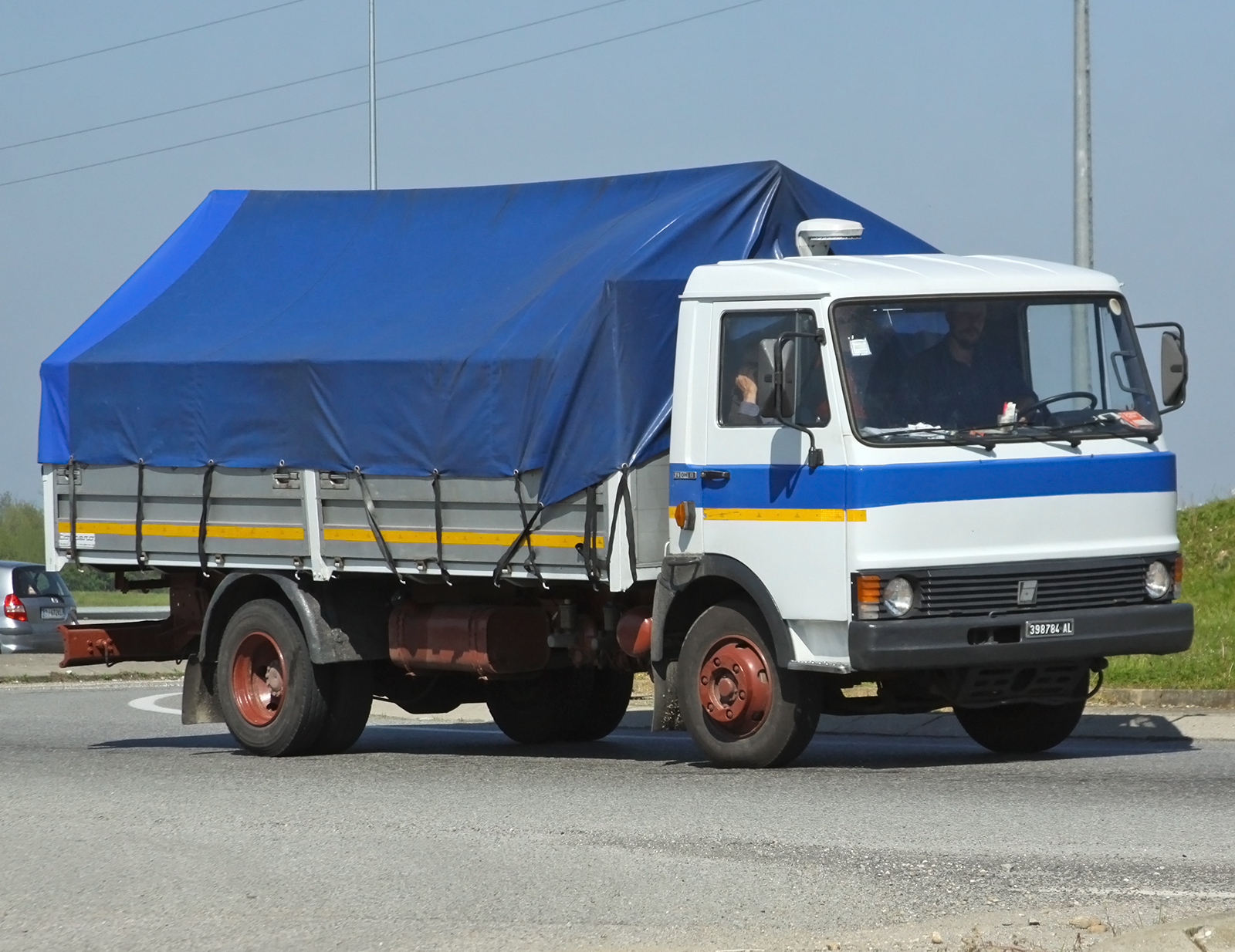
Iveco Zeta (1977-1987)

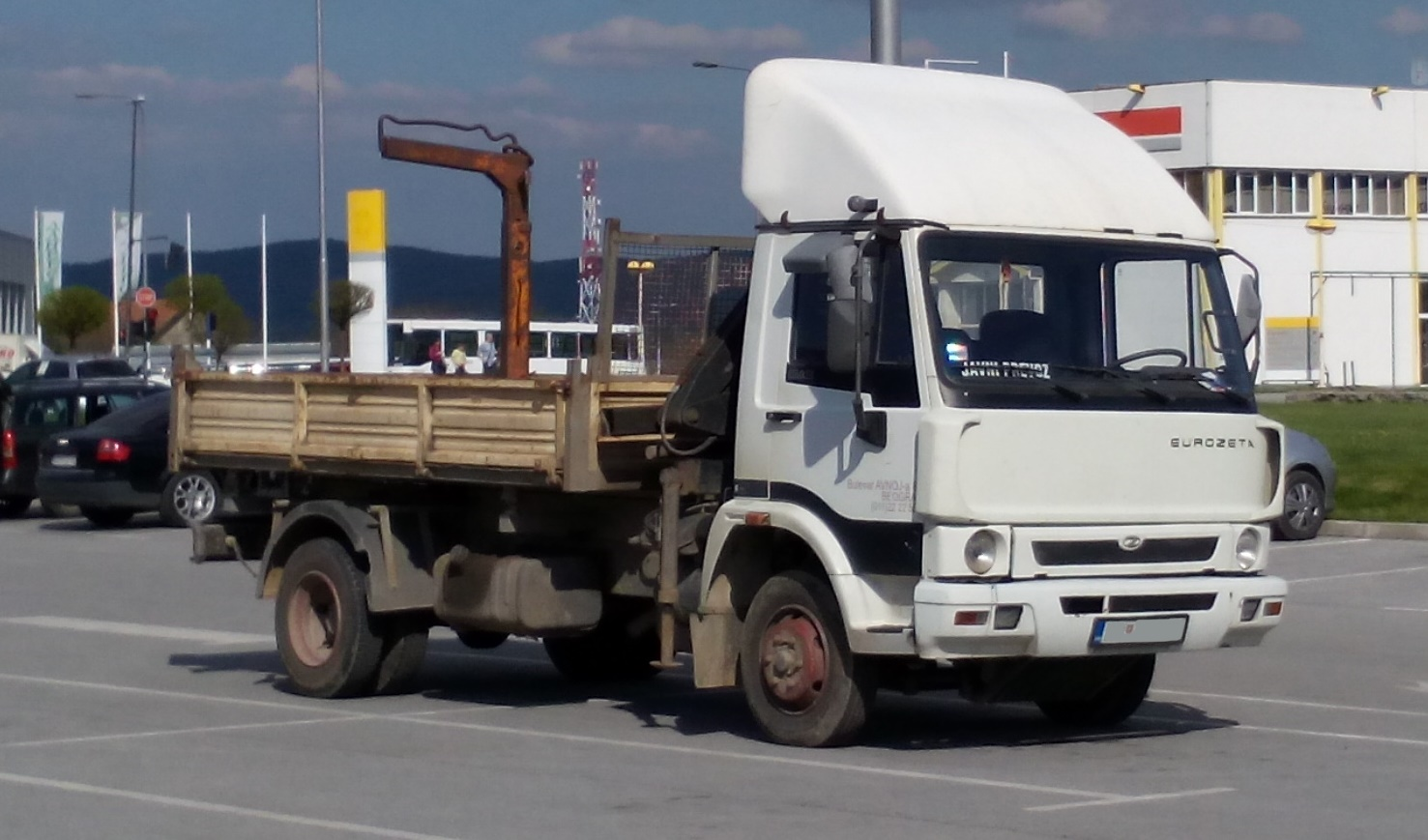
Zastava Euro Zeta (2004-2012)

Iveco Zeta — легко та середньотонажні вантажівки (вантажопідйомністю від 2,5 до 6,5 т), що вироблялися італійською компанією Iveco в 1977-1991 роки в різноманітних варіантах кузовів і двигунів.
Початок легко та середньотонажних вантажівок проклав OM Lupetto, що був введений в 1959 році. У 1972 році OM Lupetto, Leoncino, Daino та Tigrotto, були замінені на OM X-серію, яка стала основою для сімейства Zeta.
У 1987 році сімейство вантажівок модернізували, змінився зовнішній вигляд (фари, бампери), почали встановлювати турбонаддув і автомобілі отримали назву Iveco TurboZeta. У 1991 році Zeta була замінена абсолютно новим Iveco Eurocargo.
TurboZeta і Zeta виготовлялись за ліцензією в Крагуєваці (колишня Югославія) на заводі Zastava Kamioni. Zastava виготовляла вантажівку до кінця 2012 року, і експортували через дилерську мережу Iveco на багато ринків. З 2004 року вона продавалась як Zastava EuroZeta після підняття кабіни і оновлення, щоб відповідати стандартам викидів у Євро-3. У більш пізніх версіях (85.14) пропонується дизельний двигун Cummins потужністю 140 к.с. (103 кВт), що відповідає вимогам викидів у Євро-4. Зета з 1990 по 2006 рік виготовлялась в Туреччині на заводі Otoyol Sanayi. Пізніше, більш важкі версії Otoyol Iveco отримали фари перенесені на бампер.

## Технічні характеристики
Iveco Zeta
| Модель                    | Роки випуску | Тип двигуна   | Об'єм см3 | Потужність к.с. | Вага тонн   |
| ------------------------- | ------------ | ------------- | --------- | --------------- | ----------- |
| Fiat OM Z 50.9 - 4x2      | 1977 - 1980  | Fiat 8040-04  | 3.456     | 85 @ 3.200      | 5,4         |
| Fiat OM Z 50.10           | 1980 - 1987  | Fiat 8340-04  | 4.570     | 100 @ 2.800     | 5,4         |
| Fiat OM Z 60.10           | 1977 - 1982  | Fiat 8340-04  | 4.570     | 100 @ 2.800     | 6,0         |
| Fiat OM Z 65.10           | 1977 - 1980  | Fiat 8340-04  | 4.570     | 100 @ 2.800     | 6,7         |
| Fiat OM Z 65.12           | 1980 - 1987  | Fiat 8340-05  | 4.570     | 120 @ 2.800     | 6,9         |
| Fiat OM Z 79.10           | 1977 - 1987  | Fiat 8340-04  | 4.570     | 100 @ 2.800     | 8,0         |
| Fiat OM Z 79.13           | 1980 - 1982  | Fiat 8060-04  | 5.499     | 130 @ 3.200     | 8,1         |
| Fiat OM Z 79.14           | 1982 - 1987  | Fiat 8060-05  | 5.183     | 140 @ 2.800     | 8,1         |
| Fiat OM Z 80.16 Turbo 4x4 | 1982 - 1987  | Fiat 8060-24  | 5.499     | 160 @ 3.200     | 9,0         |
| Fiat OM Z 95.14           | 1980 - 1987  | Fiat 8060-05  | 5.183     | 136 @ 3.200     | 9,4         |
| Fiat OM Z 100.13          | 1977 - 1982  | Fiat 8060-04  | 5.183     | 130 @ 3.200     | 11,0        |
| Fiat OM Z 109.14          | 1982 - 1987  | Fiat 8060-05  | 5.183     | 136 @ 3.200     | 11,0        |
| Magirus 90M.5             | 1983 - 1987  | Magirus-Deutz |           | 87 @ 2.800      | 5,30 / 5,99 |
| Magirus 90M.7             | 1983 - 1987  | Magirus-Deutz |           | 87 @ 2.800      | 7,49        |

Iveco TurboZeta
| Модель       | Роки випуску | Тип двигуна  | Об'єм см3 | Потужність к.с. | Вага тонн |
| ------------ | ------------ | ------------ | --------- | --------------- | --------- |
| Iveco 50.9   | 1987 - 1992  | Fiat 8040-05 | 3.455     | 93 @ 2.800      | 5,40      |
| Iveco 60.9   | 1987 - 1990  | Fiat 8040-05 | 3.455     | 93 @ 2.800      | 6,0       |
| Iveco 59.12  | 1989 - 1992  | Fiat 8340.05 | 4.562     | 120 @ 2.800     | 5,99      |
| Iveco 65.12  | 1987 - 1991  | Fiat 8340-05 | 4.562     | 120 @ 2.800     | 6,60      |
| Iveco 75.12  | 1987 - 1990  | Fiat 8340.05 | 4.562     | 120 @ 2.800     | 7,50      |
| Iveco 79.14  | 1987 - 1991  | Fiat 8060-05 | 5.183     | 140 @ 2.800     | 7,99      |
| Iveco 85.14  | 1977 - 1989  | Fiat 8060-05 | 5.183     | 140 @ 2.800     | 9,0       |
| Iveco 100.14 | 1987 - 1992  | Fiat 8060-05 | 5.183     | 140 @ 2.800     | 10,60     |
| Iveco 109.14 | 1983 - 1992  | Fiat 8060-05 | 5.183     | 140 @ 2.800     | 10,90     |
| Iveco 115.14 | 1983 - 1992  | Fiat 8060-05 | 5.183     | 140 @ 2.800     | 11,99     |